# Monte Ciazze Secche
Monte Ciazze Secche este o arie protejată (arie specială de conservare — SAC, sit de importanță comunitară — SCI) din Italia întinsă pe o suprafață de 302 ha, integral pe uscat.

## Localizare
Centrul sitului Monte Ciazze Secche este situat la coordonatele 44°09′12″N 8°14′54″E / 44.153333°N 8.248333°E.

## Înființare
Situl Monte Ciazze Secche a fost declarat sit de importanță comunitară în iunie 1995 pentru a proteja 1 specie de plante și 29 de specii de animale. Situl a fost protejat și ca arie specială de conservare în aprilie 2017.

## Biodiversitate
Situată în ecoregiunea mediteraneană, aria protejată conține 6 habitate naturale: Păduri de stejar alb estice, Păduri de Quercus suber, Păduri de Quercus ilex și Quercus rotundifolia, Păduri de pin mediteraneene cu pini mezogeni endemici, Pajiști uscate seminaturale și facies de acoperire cu tufișuri pe substraturi calcaroase (Festuco-Brometalia) (* situri importante pentru orhidee), Pseudostepă cu ierburi și specii anuale de Thero-Brachypodietea.
La baza desemnării sitului se află mai multe specii protejate:
- plante (1): Campanula sabatia
- păsări (25): acvilă de munte (Aquila chrysaetos), caprimulg (Caprimulgus europaeus), sticlete (Carduelis carduelis), florinte (Chloris chloris), pițigoi albastru (Cyanistes caeruleus), măcăleandru (Erithacus rubecula), cinteză (Fringilla coelebs), Hippolais polyglotta, capîntortură (Jynx torquilla), muscar sur (Muscicapa striata), ciuf-pitic (Otus scops), pițigoi mare (Parus major), pițigoi de brădet (Periparus ater), pitulice de munte (Phylloscopus collybita), pitulice-fluierătoare (Phylloscopus trochilus), brumăriță de pădure (Prunella modularis), aușel sprâncenat (Regulus ignicapilla), aușel cu cap galben (Regulus regulus), cănăraș (Serinus serinus), graur (Sturnus vulgaris), silvie cu cap negru (Sylvia atricapilla), silvie mediteraneană (Sylvia melanocephala), pănțărușul (Troglodytes troglodytes), mierlă (Turdus merula), sturz-cântător (Turdus philomelos)
- amfibieni (1): Speleomantes strinatii
- mamifere (3): liliac cârn (Barbastella barbastellus), liliacul mare cu potcoavă (Rhinolophus ferrumequinum), liliacul mic cu potcoavă (Rhinolophus hipposideros)

Pe lângă speciile protejate, pe teritoriul sitului au mai fost identificate 12 specii de plante, 2 specii de amfibieni, 6 specii de mamifere, 6 specii de nevertebrate, 4 specii de reptile.